# Stockholm Open 2024
Stockholm Open 2024, oficiálně  BNP Paribas Nordic Open 2024, byl tenisový turnaj na mužském profesionálním okruhu ATP Tour, hraný v aréně Kungliga tennishallen. Padesátý pátý ročník Stockholm Open probíhal mezi 14. a 20. říjnem 2024 ve švédské metropoli Stockholmu na krytých dvorcích s tvrdým povrchem.
Turnaj dotovaný 767 455 eury patřiů do kategorie ATP Tour 250. Nejvýše nasazeným singlistou se stal sedmý tenista světa Andrej Rubljov, který ve čtvrtfinále podlehl Švýcaru Stanu Wawrinkovi. Jako poslední přímý účastník do dvouhry nastoupil francouzský 98. hráč žebříčku  Quentin Halys. V důsledku invaze Ruska na Ukrajinu na konci února 2022 řídící organizace tenisu ATP, WTA a ITF s grandslamy rozhodly, že ruští a běloruští tenisté mohli dále na okruzích startovat, ale do odvolání nikoli pod vlajkami Ruska a Běloruska.
Čtvrtý singlový titul na okruhu ATP Tour vybojoval 27letý Američan Tommy Paul, jenž navázal na turnajový triumf z roku 2021. Stal se tak dvanáctým vícenásobným šampionem stockholmské události. Čtyřhru ovládli Fin Harri Heliövaara s Britem Henrym Pattenem, kteří získali čtvrtou společnou trofej.

## Rozdělení bodů a finančních odměn

### Rozdělení bodů
| Soutěž  | Soutěž      | vítězové | finalisté | semifinalisté | čtvrtfinalisté | 16 v kole | 28 v kole | Q  | Q2 | Q1 |
| ------- | ----------- | -------- | --------- | ------------- | -------------- | --------- | --------- | -- | -- | -- |
| dvouhra | [ 3 ] [ 7 ] | 250      | 165       | 100           | 50             | 25        | 0         | 13 | 7  | 0  |
| čtyřhra | [ 8 ]       | 250      | 150       | 90            | 45             | 0         | —         | —  | —  | —  |

Vysvětlivky
1. ↑  Nasazení s volným losem do druhého kola neobdrželi v případě prohry žádné body.'"`UNIQ--ref-00000017-QINU`"'

### Finanční odměny
| Soutěž                                | Soutěž      | vítězové  | finalisté | semifinalisté | čtvrtfinalisté | 16 v kole | 28 v kole | Q2      | Q1      |
| ------------------------------------- | ----------- | --------- | --------- | ------------- | -------------- | --------- | --------- | ------- | ------- |
| dvouhra                               | [ 3 ] [ 7 ] | 104 985 € | 61 235 €  | 36 000 €      | 20 860 €       | 12 110 €  | 7 400 €   | 3 700 € | 2 020 € |
| čtyřhra                               | [ 8 ]       | 36 470 €  | 19 510 €  | 11 440 €      | 6 390 €        | —         | —         | —       |         |
| částky ve čtyřhře jsou uvedeny na pár |             |           |           |               |                |           |           |         |         |

## Dvouhra

### Nasazení
| Stát                         | Hráč              | ATP | Nasazení |
| ---------------------------- | ----------------- | --- | -------- |
|                              | Andrej Rubljov    | 6.  | 1.       |
| Norsko                       | Casper Ruud       | 9.  | 2.       |
| Bulharsko                    | Grigor Dimitrov   | 10. | 3.       |
| USA                          | Tommy Paul        | 13. | 4.       |
| Chile                        | Nicolás Jarry     | 29. | 5.       |
| USA                          | Brandon Nakashima | 35. | 6.       |
| Nizozemsko                   | Tallon Griekspoor | 40. | 7.       |
| Itálie                       | Luciano Darderi   | 42. | 8.       |
| Žebříček ATP k 30. září 2024 |                   |     |          |

### Jiné formy účasti na turnaji
Následující hráči obdrželi divokou kartu do dvouhry:
- Leo Borg
- Stan Wawrinka
- Elias Ymer

Následující hráč nastoupil do dvouhry jako dodatečně přihlášený:
- Andrej Rubljov

Následující hráč nastoupil do dvouhry pod žebříčkovou ochranou:
- Dominic Stricker

Následující hráči postoupili z kvalifikace:
- Laslo Djere
- Jacob Fearnley
- Marc-Andrea Hüsler
- Thiago Agustín Tirante

### Odhlášení
před začátkem turnaje
- David Goffin → nahradil jej  Dominic Stricker
- Jošihito Nišioka → nahradil jej  Alexandre Müller
- Alexei Popyrin → nahradil jej  Quentin Halys

## Čtyřhra

### Nasazení
| Stát                                                                     | Hráč              | Stát               | Hráč            | ATP | Nasazení |
| ------------------------------------------------------------------------ | ----------------- | ------------------ | --------------- | --- | -------- |
| Finsko                                                                   | Harri Heliövaara  | Spojené království | Henry Patten    | 31. | 1.       |
| Monako                                                                   | Hugo Nys          | Polsko             | Jan Zieliński   | 51. | 2.       |
| Nizozemsko                                                               | Jean-Julien Rojer | Spojené království | Joe Salisbury   | 54. | 3.       |
| Spojené království                                                       | Julian Cash       | Spojené království | Lloyd Glasspool | 70. | 4.       |
| Žebříček ATP k 30. září 2024; číslo je součtem postavení obou členů páru |                   |                    |                 |     |          |

### Jiné formy účasti
Následující páry obdržely divokou kartu do hlavní soutěže:
- Filip Bergevi /  Erik Grevelius
- Leo Borg /  Adam Heinonen

### Odhlášení
před začátkem turnaje
- Victor Vlad Cornea /  Denys Molčanov → nahradili je  Jonathan Eysseric /  Denys Molčanov
- Austin Krajicek /  Rajeev Ram → nahradili je  Marcelo Demoliner /  Christian Harrison

## Přehled finále

### Mužská dvouhra
- Tommy Paul vs.  Grigor Dimitrov, 6–4, 6–3

### Mužská čtyřhra
- Harri Heliövaara /  Henry Patten vs.  Petr Nouza /  Patrik Rikl, 7–5, 6–3